# Serie A (Frauenfußball)
Die Serie A Femminile ist die höchste Spielklasse im italienischen Frauenfußball. Sie wird seit 1968 ausgetragen und gehört zu den ältesten landesweiten Spielklassen im europäischen Frauenfußball. Der heutige Ausrichter der Meisterschaft ist der italienische Fußballverband Federazione Italiana Giuoco Calcio (FIGC). Seit der Saison 2023/24 trägt die Liga den Sponsorennamen Serie A Femminile eBay.

## Geschichte
Im Jahr 1968 spielten zehn Mannschaften erstmals einen offiziellen italienischen Frauenfußball-Meister unter dem Dach des autonomen italienischen Landesverbands Federazione Italiana di Calcio Femminile (FICF) aus. Im selben Jahr organisierte auch der konkurrierende Verband, die Unione Italiana Sport Popolare (UISP), eine Frauenfußball-Meisterschaft für fünf Teams, die nicht dem FICF angehörten.
Zwei Jahre später, 1970, traten zehn Klubs aus dem FICF aus und formierten eine weitere Meisterschaft in der Federazione Italiana Giuoco Calcio Femminile (FIGCF), ehe man sich 1974 – nach einer Reihe weiterer Verbandswechsel – auf die Ausspielung einer einzigen italienischen Frauenfußball-Meisterschaft mit insgesamt zwölf Mannschaften ab 1975 einigte. Nachdem dies anfangs noch im FIGCF geschah, schloss sich dieser 1986 dem heutigen italienischen Dachverband Federazione Italiana Giuoco Calcio (FIGC) an, unter welchem die Serie A Femminile 1986 offiziell gegründet wurde. Das Jahr 1986 gilt daher als „l'anno zero“ (dt. „Jahr Null“) des italienischen Frauenfußballs.
Zur Saison 2022/23 wurde die Liga zu einer professionelle Fußballliga umstrukturiert.

## Aktueller Modus
Die Liga bestand bis zur Saison 2021/22 aus zwölf Mannschaften. Danach wurde die Liga auf zehn Mannschaften reduziert. Jeder Verein spielt seither in der Hauptrunde zweimal gegen jede andere Mannschaft. Danach spielen die ersten fünf Vereine in der Meisterrunde den Meister und die Teilnehmer der Champions League aus, die Mannschaften auf den Plätzen sechs bis zehn ermitteln in der Abstiegsrunde einen Relegationsteilnehmer sowie einen Absteiger in die Serie B.

## Teilnehmer 2025/26
| Verein             | Stadt    | Platzierung 2024/25 |
| ------------------ | -------- | ------------------- |
| FC Como Women      | Como     | 6.                  |
| AC Florenz         | Florenz  | 4.                  |
| CFC Genua          | Genua    | 3. ▲ (Serie B)      |
| AC Mailand         | Mailand  | 5.                  |
| Inter Mailand      | Mailand  | 2.                  |
| Napoli Women       | Neapel   | 9.                  |
| Parma Calcio       | Parma    | 2. ▲ (Serie B)      |
| AS Rom             | Rom      | 3.                  |
| Lazio Rom          | Rom      | 7.                  |
| US Sassuolo Calcio | Sassuolo | 8.                  |
| Ternana Calcio     | Terni    | 1. ▲ (Serie B)      |
| Juventus Turin     | Turin    | 1.                  |

## Bisherige Meister
| Saison | Meister (FICF)     | Meister (UISP)                |
| ------ | ------------------ | ----------------------------- |
| 1968   | Genova ACF (1.)    | Bologna CF (1.)               |
| 1969   | ACF Rom (1.)       | Bologna CF (2.)               |
|        |                    | Meister (FFIGC)               |
| 1970   | Real Turin (1.)    | ACF Mailand (1.)              |
| 1971   | Real Juventus (1.) | Piacenza ACF (1.)             |
|        |                    | Meister (FFIUAGC)             |
| 1972   | –                  | Gamma 3 Padua (1.)            |
|        |                    | Meister (FFIUGC)              |
| 1973   | ACF Mailand (2.)   | Gamma 3 Padua (2.)            |
| 1974   | –                  | Falchi Astro Montecatini (1.) |

| Saison  | Meister                        | Vizemeister          |
| ------- | ------------------------------ | -------------------- |
| 1975    | ACF Mailand (3.)               | Gamma 3 Padua        |
| 1976    | ACF Valdobbiadene Diadora (1.) | GBC Mailand          |
| 1977    | ACF Valdobbiadene Diadora (2.) | Gamma 3 Padua        |
| 1978    | CF Jolly Catania (1.)          | Lazio CF             |
| 1979    | Lazio CF (1.)                  | ACF Conegliano       |
| 1980    | Lazio CF (2.)                  | ACF Gorgonzola       |
| 1981    | ACF Alaska Gelati Lecce (1.)   | Lazio CF             |
| 1981/82 | ACF Alaska Gelati Lecce (2.)   | ACF Gorgonzola       |
| 1982/83 | ACF Alaska Gelati Lecce (3.)   | Alaska Trani 80      |
| 1983/84 | Alaska Trani 80 (1.)           | Lazio CF             |
| 1984/85 | Sanitas Trani 80 (2.)          | Lazio CF             |
| 1985/86 | Despar Trani 80 (3.)           | CF Verona Ritt Jeans |

| Saison  | Meister                    | Vizemeister             |
| ------- | -------------------------- | ----------------------- |
| 1986/87 | Lazio CF (3.)              | Despar Trani 80         |
| 1987/88 | Lazio CF (4.)              | Trani 80 BVK            |
| 1988/89 | Giugliano Campania (1.)    | ACF Reggiana Zambelli   |
| 1989/90 | ACF Reggiana Zambelli (1.) | Casa Giugliano Campania |
| 1990/91 | ACF Reggiana Zambelli (2.) | Lazio CF                |
| 1991/92 | Milan 82 Salvarini (1.)    | ACF Reggiana Zambelli   |
| 1992/93 | ACF Reggiana Zambelli (3.) | ACF Milan 82 Salvarini  |
| 1993/94 | Torres Calcio FoS (1.)     | Real Turin              |
| 1994/95 | Agliana CF (1.)            | Torres Calcio FoS       |
| 1995/96 | Verona Gunther CF (1.)     | Agliana CF              |
| 1996/97 | CF Modena (1.)             | Torres Calcio FoS       |
| 1997/98 | CF Modena (2.)             | Cascine Vica            |
| 1998/99 | ACF Mailand (4.)           | Torres Calcio FoS       |
| 1999/00 | Torres Calcio FoS (2.)     | ACF Mailand             |
| 2000/01 | Torres Calcio FoS (3.)     | Foroni Verona FC        |
| 2001/02 | Lazio CF (5.)              | Foroni Verona FC        |
| 2002/03 | Foroni Verona FC (1.)      | Lazio CF                |
| 2003/04 | Foroni Verona FC (2.)      | Torres Calcio FoS       |
| 2004/05 | Bardolino Verona (1.)      | Torres Calcio FoS       |
| 2005/06 | ASD Fiammamonza (1.)       | Bardolino Verona        |
| 2006/07 | Bardolino Verona (2.)      | FC Turin                |
| 2007/08 | Bardolino Verona (3.)      | Torres Calcio FoS       |
| 2008/09 | Bardolino Verona (4.)      | Torres Calcio FoS       |
| 2009/10 | Torres Calcio FoS (4.)     | Bardolino Verona        |
| 2010/11 | Torres Calcio FoS (5.)     | UPC Tavagnacco          |
| 2011/12 | Torres Calcio FoS (6.)     | Bardolino Verona        |
| 2012/13 | Torres Calcio FoS (7.)     | UPC Tavagnacco          |
| 2013/14 | ACF Brescia (1.)           | Torres Calcio FoS       |
| 2014/15 | AGSM Verona (5.)           | ACF Brescia             |
| 2015/16 | ACF Brescia (2.)           | AGSM Verona             |
| 2016/17 | ACF Florenz (1.)           | ACF Brescia             |
| 2017/18 | Juventus Turin (1.)        | ACF Brescia             |
| 2018/19 | Juventus Turin (2.)        | ACF Florenz             |
| 2019/20 | Juventus Turin (3.)        | ACF Florenz             |
| 2020/21 | Juventus Turin (4.)        | AC Mailand              |
| 2021/22 | Juventus Turin (5.)        | AS Rom                  |
| 2022/23 | AS Rom (1.)                | Juventus Turin          |
| 2023/24 | AS Rom (2.)                | Juventus Turin          |
| 2024/25 | Juventus Turin (6.)        | Inter Mailand           |

(Quelle:; in Klammer die Anzahl der Meistertitel)

## Anzahl der Meisterschaften
| Sassari Torres CF (inkl. ASD Torres Calcio)        | 7 |
| Juventus Turin                                     | 6 |
| Lazio Rom (inkl. Lazio Lubiam, Ruco Line Lazio CF) | 5 |
| ASD CF Bardolino                                   | 4 |
| ACF Mailand (inkl. Gommagomma Mailand)             | 4 |
| Alaska Gelati Lecce                                | 3 |
| Despar Trani (inkl. Alaska Trani, Sanitas Trani)   | 3 |
| ACF Reggiana                                       | 3 |
| AS Rom                                             | 2 |
| Valdobbiadene Diadora                              | 2 |
| Modena CF                                          | 2 |
| AC Foroni Verona                                   | 2 |
| ACF Brescia                                        | 2 |
| AC Florenz                                         | 1 |
| AC Agliana                                         | 1 |
| SSC Bardolino                                      | 1 |
| Campania GB (aus Giugliano)                        | 1 |
| Jolly Cutispoti Catania                            | 1 |
| ASD Fiammamonza                                    | 1 |
| Falchi Astro Montecatini                           | 1 |
| Milan '82 Salvarani                                | 1 |
| Verona Günther                                     | 1 |